# RRAS
RRAS‏ (RAS related) هوَ بروتين يُشَفر بواسطة جين RRAS في الإنسان.